# Ľubomír Korbela
Ľubomír Korbela (* 19. listopadu 1962) je bývalý slovenský fotbalista.

## Fotbalová kariéra
V československé lize hrál za Slovan Bratislava. V lize nastoupil ve 2 utkáních. Reprezentoval Československo v týmu do 18 let.

## Ligová bilance
| Ročník                                   | Zápasy | Góly | Klub              |
| ---------------------------------------- | ------ | ---- | ----------------- |
| 1. československá fotbalová liga 1981/82 | 1      | 0    | Slovan Bratislava |
| 1. československá fotbalová liga 1982/83 | 1      | 0    | Slovan Bratislava |
| CELKEM                                   | 2      | 0    |                   |